# Sulawesisolfjäderstjärt
Sulawesisolfjäderstjärt (Rhipidura teysmanni) är en fågel i familjen solfjäderstjärtar inom ordningen tättingar.

## Utseende och läte
Sulawesisolfjäderstjärt är en rostfärgad tätting med lång stjärt som ofta hålls rest och utbredd. Ovansidan är brun, vingen roströd och stjärten övervägande roströd med tydligt mörkare ändband. Huvudet är brunt med tydligt vit strupe och djupt rostfärgat ögonbrynsstreck. På bröstet syns en svart fläck medan buken är ljus. Sången består av en serie med ljusa och hastigt fallande toner. Bland lätena hörs gälla och vassa "tzip" och "tchew".

## Utbredning och systematik
Sulawesisolfjäderstjärt delas in i två underarter:
- R. t. toradja – förekommer i bergstrakter på norra, centrala och sydöstra Sulawesi
- R. t. teysmanni – förekommer på berget Lompobattang (sydvästra Sulawesi)

Tidigare behandlades taliabusolfjäderstjärten (Rhipidura sulaensis) som underart till sulawesisolfjäderstjärten, och vissa gör det fortfarande.

## Levnadssätt
Sulawesisolfjäderstjärt hittas i bergsskogar. Där ses den enstaka eller i par i skogens mellersta till övre skikt, ofta som en till av kringvandrande artblandade flockar.

## Status
IUCN kategoriserar arten som livskraftig, men inkluderar sulaensis i bedömningen.

## Namn
Fågelns vetenskapliga artnamn hedrar Johannes Elias Teijsmann (1808-1882), holländsk botaniker, upptäcktsresande i Ostindien, samlare av specimen och föreståndare för Buitenzorg Gardens på Java 1831-1869.